# Bulbophyllum curvimentatum
Bulbophyllum curvimentatum är en orkidéart som beskrevs av Jaap J. Vermeulen. Bulbophyllum curvimentatum ingår i släktet Bulbophyllum och familjen orkidéer. Inga underarter finns listade i Catalogue of Life.